# Хто ви, містере Брукс?
«Хто ви, містере Брукс?» (англ. «Mr. Brooks») — американський психологічний трилер 2007 року, знятий режисером Брюсом Евансом.

## Сюжет
Містер Ерл Брукс — успішний бізнесмен і щасливий сім'янин. Але він приховує страшну таємницю — він серійний вбивця. Досвідчений кілер відомий для органів правопорядку як «вбивця з відбитками пальців», після дворічного забуття повернувся, поліція не може вийти на його слід бо відбитки злочинця не вдається ідентифікувати. Немає ніяких зачіпок, крім фотографа, який щось бачив і щось не договорює, прикриваючи вбивцю. Тим часом у душі Брукса триває боротьба між доброю людиною і демоном. Заняття на зборах анонімних алкоголіків допомагають впоратися з його темною сутністю, але після довгого очікування, звір прокидається в ньому, і вбивства тривають. Через деякий час відбувається біда — фотограф починає шантажувати Брукса, вимагаючи не грошей, а присутності при наступних убивствах, несвідомо наводячи на нього поліцію. Але Брукс тільки вдає, що погоджується, а насправді готує план зі знищення фотографій і вбивства шантажиста. Тим часом дочка Брукса, також як і батько, стає вбивцею. Ерл намагається вийти з кола вбивств і зберегти свою сім'ю.

## У ролях
- Кевін Костнер — містер Ерл Брукс
- Демі Мур — детектив Трейсі Етвуд
- Дейн Кук — містер Сміт
- Вільям Герт — Маршалл
- Марг Гелгенбергер — Емма Брукс
- Рубен Сантьяго-Гадсон — Гоукінг
- Даніель Панабейкер — Джейн Брукс
- Аїша Гайндс — Ненсі Гарт
- Ліндсі Краус — капітан Лістер
- Джейсон Льюїс — Джессі Віало
- Метт Шульц — Тортон Мікс
- Лора Бейлі — стюардеса

## Знімальна група
- Режисер — Брюс Еванс
- Сценаристи — Брюс Еванс, Рейнольд Гідеон
- Оператор — Джон Ліндлі
- Композитор — Рамін Джаваді
- Художники — Джеффрі Бікрофт, Вільям Ледд Скіннер
- Продюсери — Кімберлі С. Андерсон, Томас Огсбергер, Кевін Костнер, Рейнольд Гідеон, Джим Вілсон,
Сем Назаріан, Малкольм Петал, Адам Розенфелт, Марк Шаберг